# Liebfrauenkirche, Frankfurt

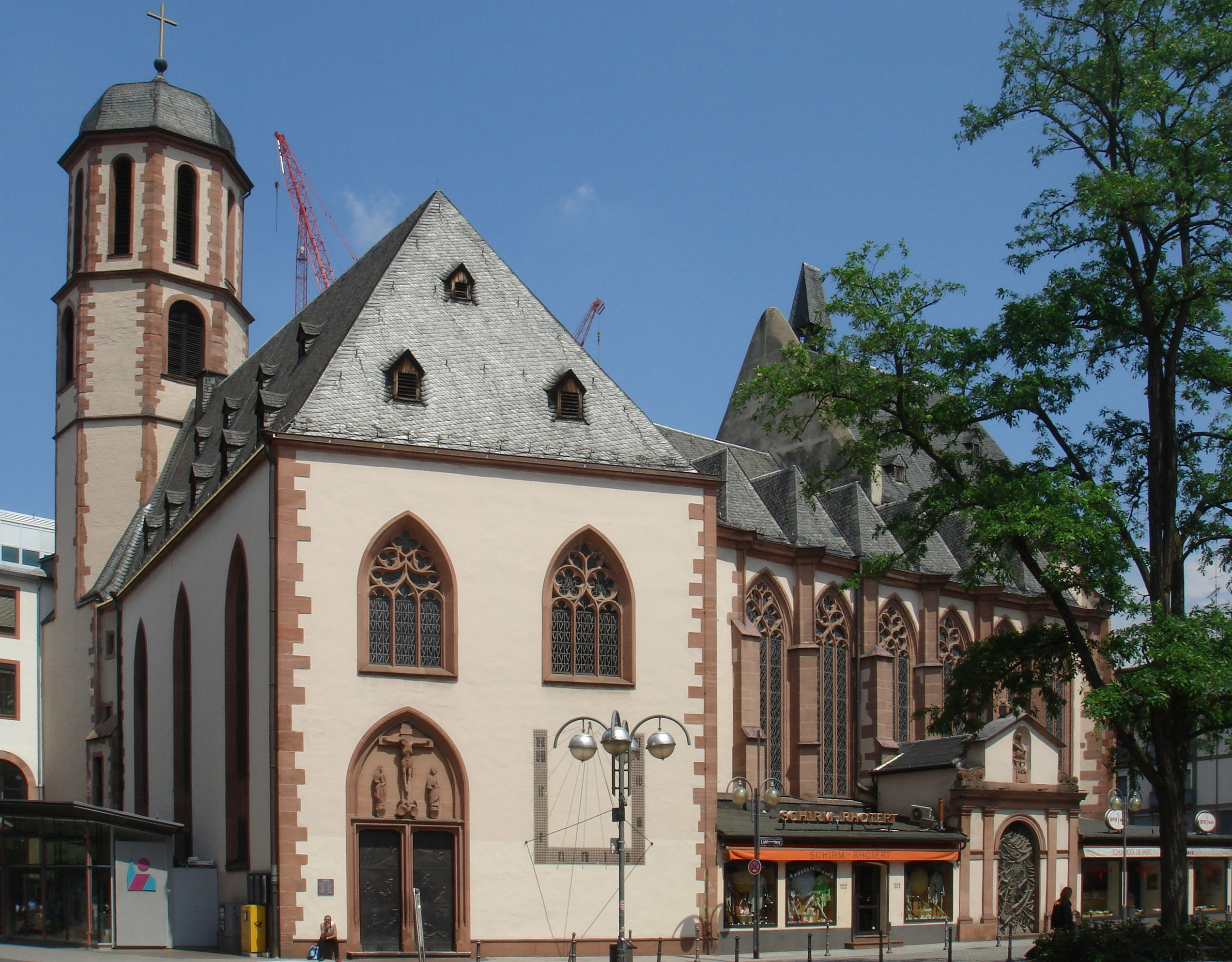
Liebfrauenkirche

Liebfrauenkirche är en gotisk kyrka som ligger vid torget Liebfrauenberg i norra delen av Frankfurts ”gamla stad” (Altstadt). Den uppfördes i flera etapper mellan 1300-talet och 1500-talet. Den medeltida stadsmuren Staufenmauer låg precis vid kyrkan ända fram till 1800-talet och man kan fortfarande se en rest av muren i kyrkoväggen. Kyrkan totalförstördes av en eldsvåda 1944 efter att ha träffats av bomber under ett flyganfall och återuppbyggdes mellan 1955 och 1956. I dag används den både som klosterkyrka för kapucinorden och som romersk-katolsk församlingskyrka.